# Л. Рон Хабард
Лафајет Роналд Хабард (13. март 1911 – 24. јануар 1986) је био  амерички писац и оснивач сајентологије. С почетка каријере писац научне фантастике и фантастичних романа, године 1950. објављује Дијанетике: Модерна наука о менталном здрављу и основа организацију за промовисање и практиковање техника дијанетике. Хабард је створио сајентологију 1952. године након што је у стечају изгубио права на своју књигу о дијанетици. Водио је сајентолошком црквом све до своје смрти 1986. године.
Рођен у Тилдену, Небраска, 1911. године, Хабард је провео већи део свог детињства у Хелени, Монтана. Пошто је његов отац био послат у америчку поморску базу на Гуаму касних 1920-их, Хабард је још у раном детињству путовао у Азију и јужни Пацифик. Године 1930. Хабард се уписао на Универзитет Џорџ Вашингтон да би студирао грађевинарство, али је одустао на другој години. Започео је своју каријеру као писац петпарачких прича и оженио је Маргарет Граб, која је делила његово интересовање за авијацију.

## Изабрана библиографија
Хабард је био истакнути писац и предавач у разним жанровима. Његова фикција обухвата неколико стотина кратких прича и много романа. Према Сајентолошкој цркви, Хабард је произвео око 65 милион речи о дијанетици и сајентологији, садржано у око 500.000 страница писаног материјала, 3.000 снимљених предавања и 100 филмова.